# Супермаркет

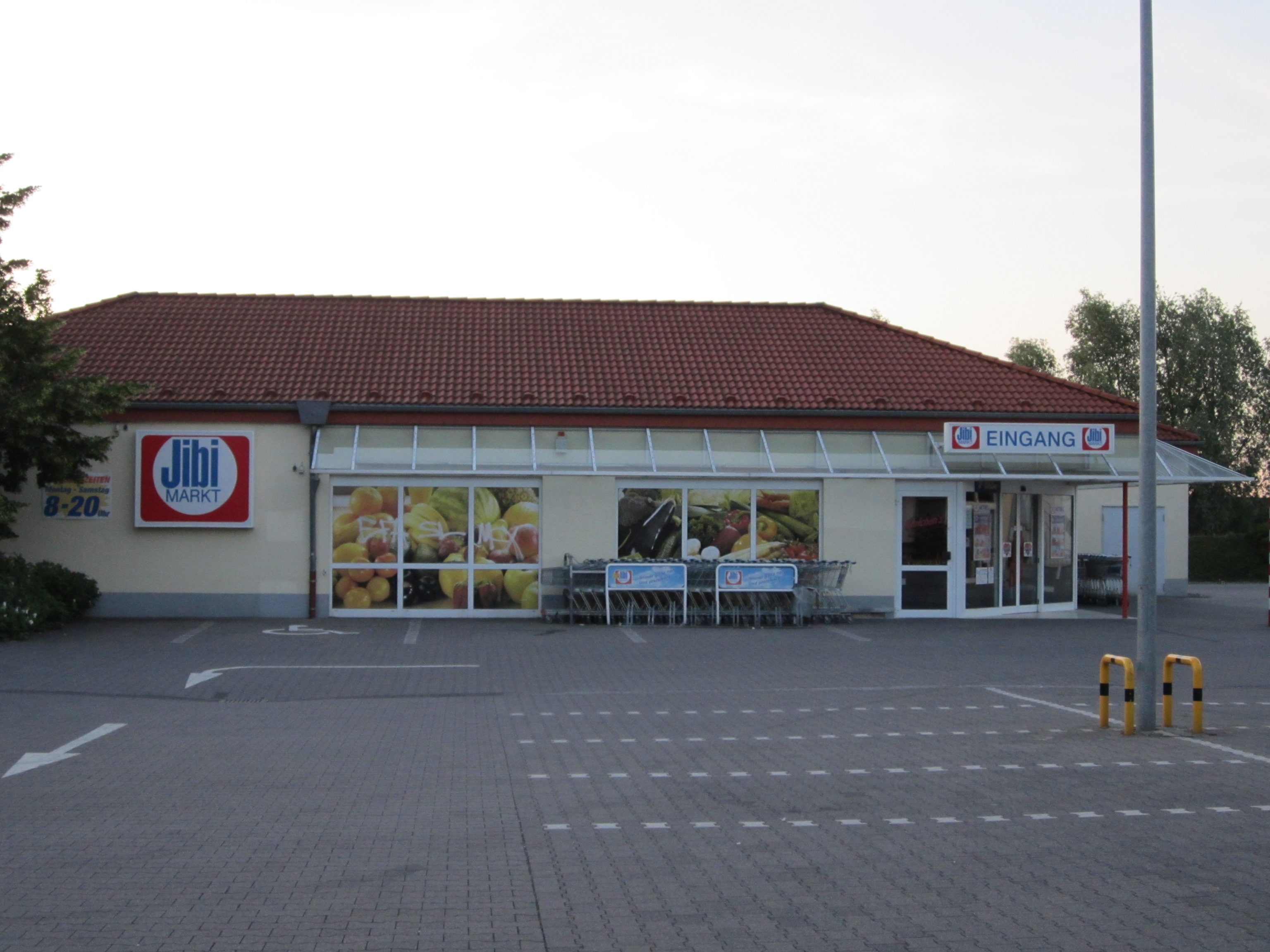
Малий супермаркет у Німеччині

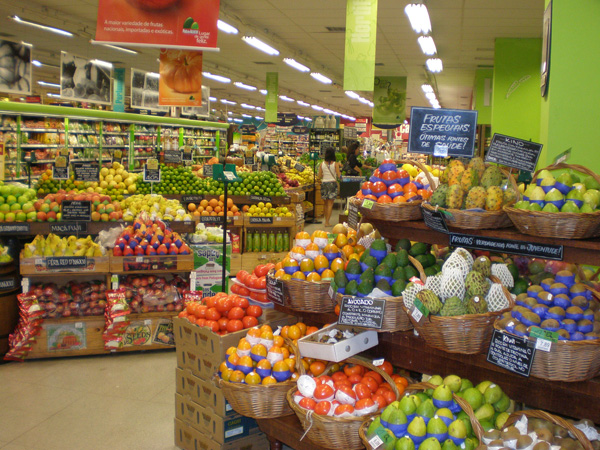
Продуктовий відділ в бразилійському супермаркеті

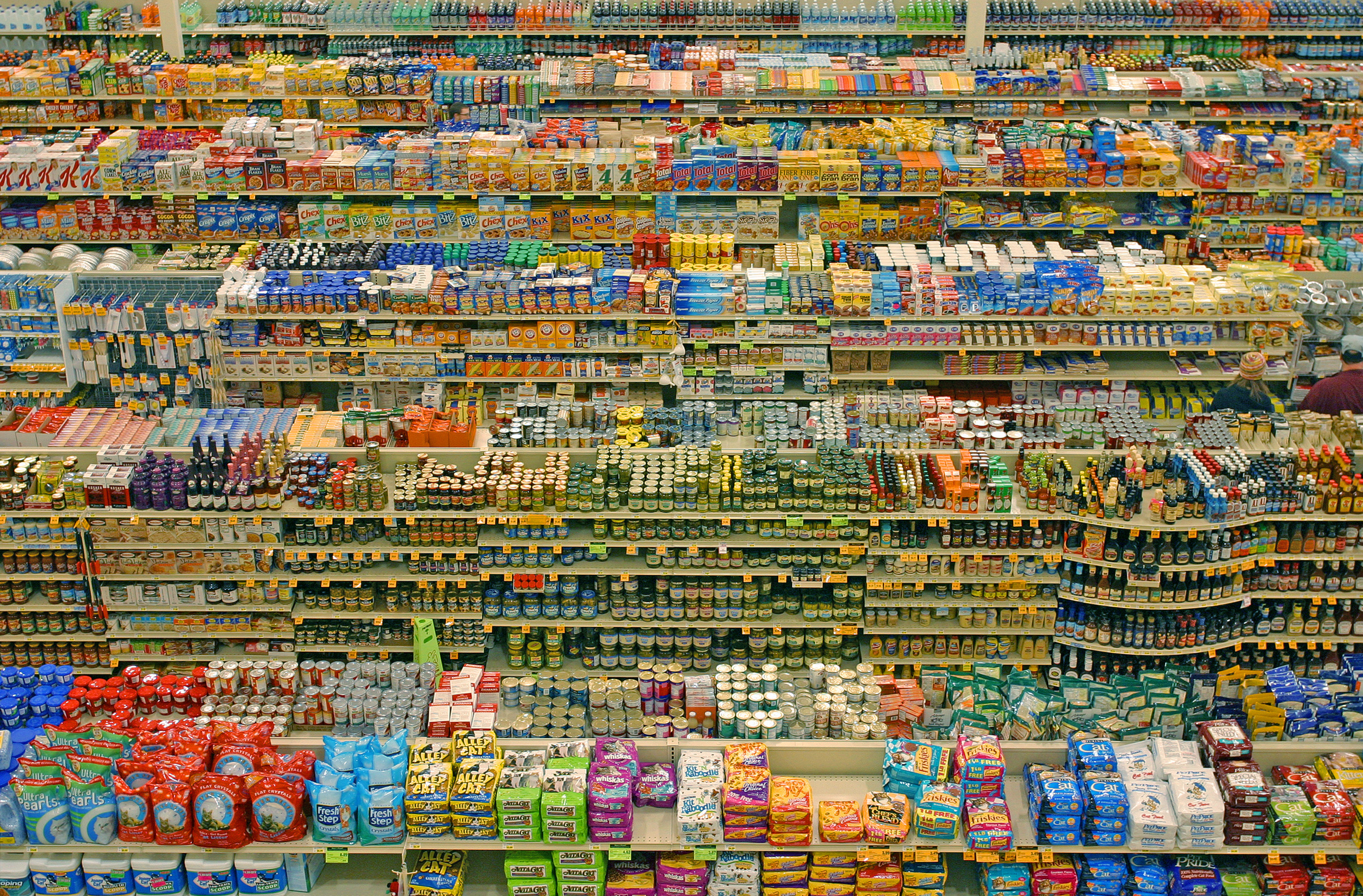
Пакетована їжа в гіпермаркеті у Портленді, США

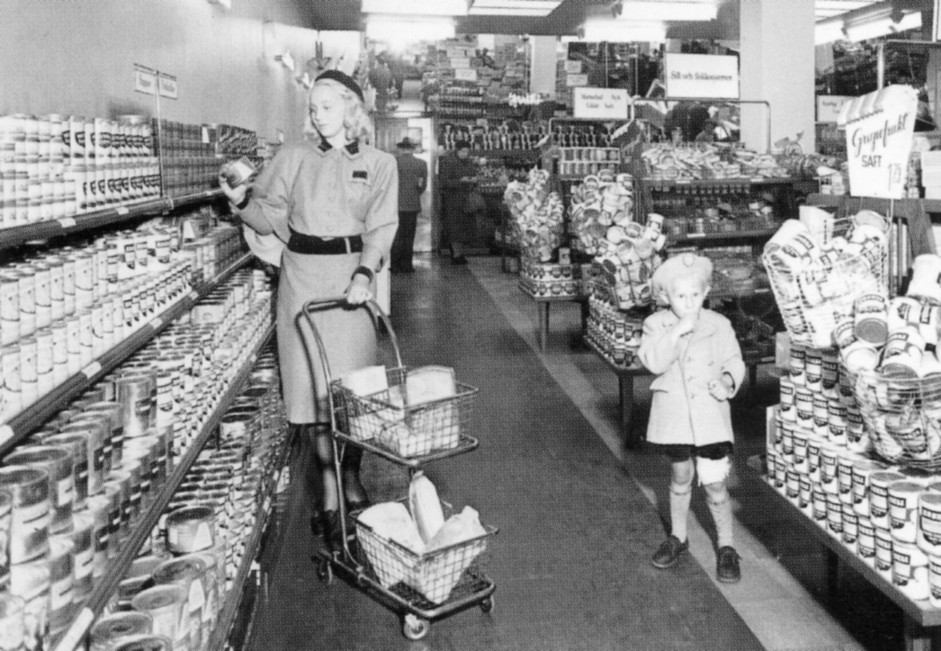
Супермаркет в Швеції в 1941

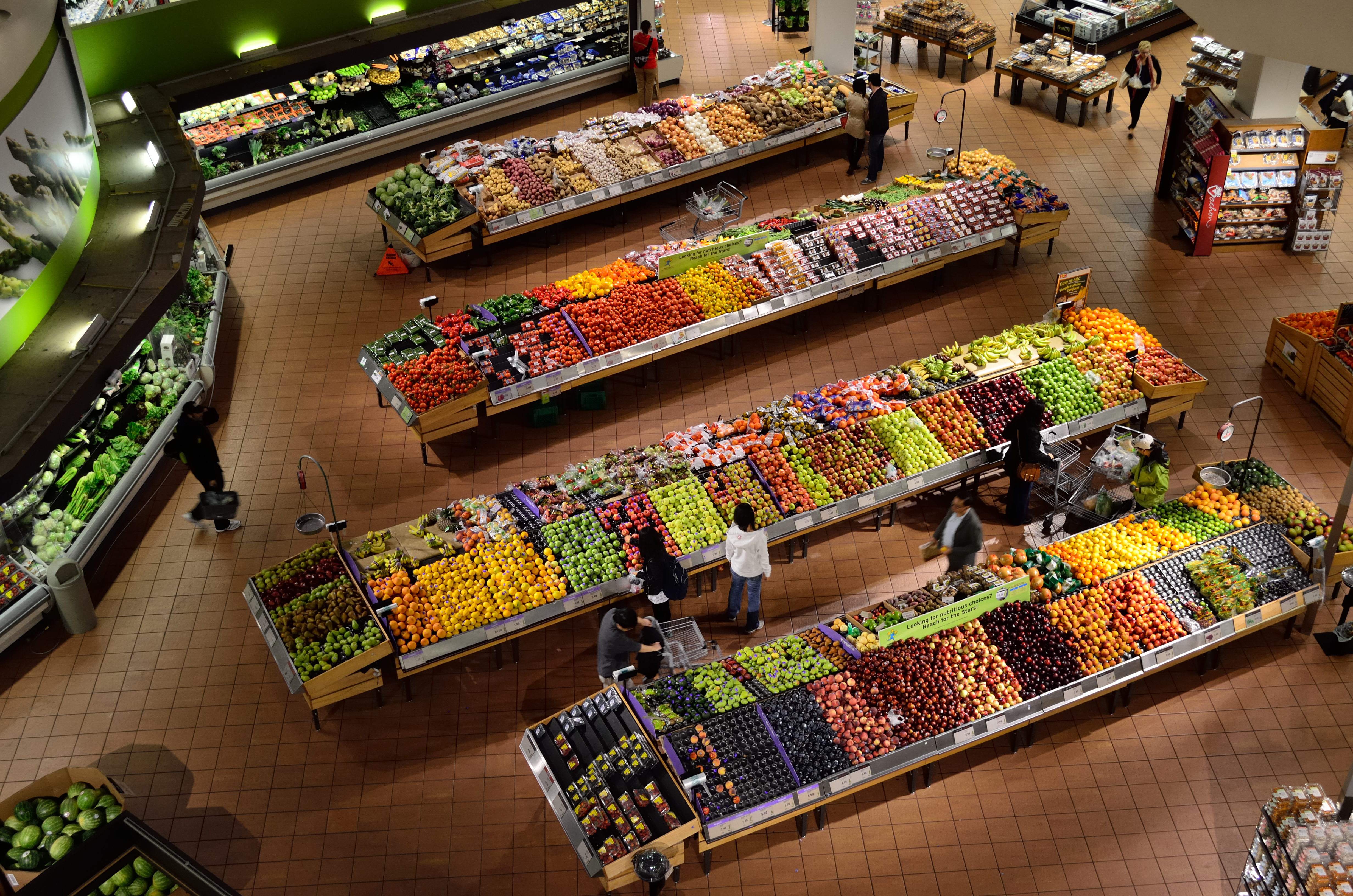
Покупці вибирають овочі та фрукти

Суперма́ркет — великий універсальний магазин самообслуговування, що пропонує у продаж бакалійні та домогосподарські товари (таким чином поєднуючи у собі функції універмагу та універсаму). На відміну від гіпермаркету, у супермаркеті присутність продовольчих і господарських товарів є більшою.[джерело?]
Супермаркети — магазини самообслуговування із широким асортиментом продуктів харчування та непродовольчих товарів. Супермаркети пропонують набагато менший асортимент непродовольчих товарів, ніж гіпермаркети. Касові столи для гіпермаркетів і супермаркетів розташовуються централізовано на виході.
Супермаркет — різновид універсального магазину самообслуговування з торговою площею від 400 м2 до 2499 м2, у якому покупцю пропонується не менше двох тисяч найменувань продовольчих товарів, широкий асортимент непродовольчих товарів, а також пропонуються додаткові послуги населенню, зокрема — стоянка автотранспорту, послуги з харчування, комплектування подарункових наборів тощо).
Основною метою супермаркету є задоволення особистих потреб споживача. Пропонуючи широкий спектр товарів першої необхідності, супермаркети є відмінною альтернативою стихійним ринкам та спеціалізованим магазинам. Через ширший асортимент товарів народного споживання супермаркети в багатьох випадках витісняють звичайні продуктові магазини.

## Історія
Супермаркет є американським винаходом, який належить Майклу Каллену — адміністратору бакалійної крамниці в місті Геррін (Іллінойс). У 1930 році Каллен відкрив перший супермаркет у приміщенні колишнього гаража, при якому для зручності покупців була безкоштовна стоянка автомобілів. Через два роки Каллен володів вісьмома такими магазинами з виручкою 6 млн доларів на рік.
Перші магазини, як правило, розташовувалися в переобладнаних промислових будівлях у віддалених районах. Головна перевага супермаркетів — низькі ціни. Протягом 1940-х і 1950-х років вони стали головним каналом збуту продуктів харчування в Сполучених Штатах, а в 1950-х роках вони поширилися більшою частиною Європи.
Величезним стимулом розвитку супермаркетів послужив винахід у 1937 році власником супермаркету в Оклахомі Сільваном Голдманом металевих візків на коліщатках для продуктів замість ручного кошика.
У післявоєнний період в США, через брак продуктів харчування, спорожнілі полиці магазинів стали заповнювати предметами гігієни та косметики. Покупці вітали появу нових видів товарів, і згодом супермаркети стали продавати такі речі, як господарське приладдя, грамофонні платівки, вітальні листівки і навіть одяг. У цей час нові супермаркети стали будувати в передмістях великих міст, де ініціаторами виступали незалежні підприємці, пов'язані з кооперативами, постачальними торговий ринок харчовими продуктами. Кооперативи постачали їм продукти за низькими цінами, тому вони могли продавати їх у своїх магазинах за тими ж цінами, що і їхні великі конкуренти — мережі магазинів, надаючи покупцеві не менше зручностей. Багато з цих одиночних магазинів згодом розрослися в місцеві мережі.
Характерною рисою супермаркетів стало збільшення асортименту товарів і торгової площі. Якщо в 1950-х роках площа супермаркету в США в середньому становила 2000 м2 і 6000 найменувань товарів, то в 1960-1970-х роках — 2800 м2 і асортимент до 8000 найменувань. У сучасному супермаркеті пропонується до 25 000 найменувань товарів, і щорічно з'являється 8000 нових товарів. Техніка змінила зовнішній вигляд і характер супермаркету: були встановлені системи кондиціонування повітря, вхідні двері автоматично відкриваються і закриваються, продукти просуваються до касира по стрічковому транспортеру.
Поява нового пакувального матеріалу допомогла введенню самообслуговування в овочевому та молочному відділах; відкриті морозильники сприяли розширенню асортименту заморожених продуктів; в хлібному відділі розширився асортимент хлібобулочних виробів, що випікаються на місці. З'явився гастрономічний відділ, де можна купити готові закуски. Останнім важливим нововведенням були комп'ютери. Рахункову касу почав замінювати комп'ютер, який розшифровує спеціальний штрихкод на етикетці продукту. Комп'ютери підвищили продуктивність, прискоривши роботу касирів і зменшивши кількість помилок, а також скоротили витрати магазину, реєструючи просування продукту і проводячи швидку інвентаризацію.
Покупки в супермаркетах і гіпермаркетах зазвичай робляться на тиждень вперед, оскільки вигідніше купувати продукти у великих кількостях.
Деякі фірми стали відкривати супермаркети з обмеженим асортиментом товарів і спрощеним обслуговуванням (дискаунтери): асортимент таких магазинів не перевищує 500 видів продуктів, що не псуються.
Інші підприємці, прагнучи збільшити збут, навпаки, пропонують клієнтам ще більші зручності. Вони збільшили розміри супермаркетів майже до 5000 м2 і забезпечили ще більш широкий вибір продуктів харчування, напоїв та інших товарів. Їхня мета — охопити більшу територію, ніж це вдавалося зробити звичайним продуктовим супермаркетам.
З'явилися комбіновані магазини — супермаркети й аптеки — які теж повинні залучати покупців і підвищити суму окремих операцій.
Все більше людей віддають перевагу екологічно чистим продуктам. Від 1990 року в США виробники зобов'язані поміщати на етикетках повну інформацію про якість продуктів (калорійність, загальна кількість жиру, солі, холестерину, вуглеводів, цукру, білка), а також рекомендовану кількість продукту для разового споживання. На швидкопсувних продуктах позначається крайня дата споживання або продажу. Каси в супермаркетах обладнуються лазерними пристроями сканування, що миттєво зчитують назву і ціну розфасованого товару. Щоб не створювалися черги в «години пік», багато супермаркетів штучно «розсмоктують» їх, надаючи пенсіонерам знижки на покупки в будні дні в певні години. На покупках в супермаркеті можна заощадити, якщо скористатися спеціальним талоном на знижку зі встановленим строком дії. Ці талони, що заохочують покупця, часто надсилають поштою постійним або потенційним клієнтам. У ряді випадків талон (купон) припускає додаткову покупку на конкретну суму. Купівлю продуктів можна здійснити по телефону або замовити на сайті інтернет-супермаркету з доставкою додому. У ряді випадків таку зручність не вимагає додаткової оплати.

## Супермаркети вУкраїні
Супермаркети в Україні стали наймасовішими продуктовими магазинами в країні.